# Marktplatz Abensberg

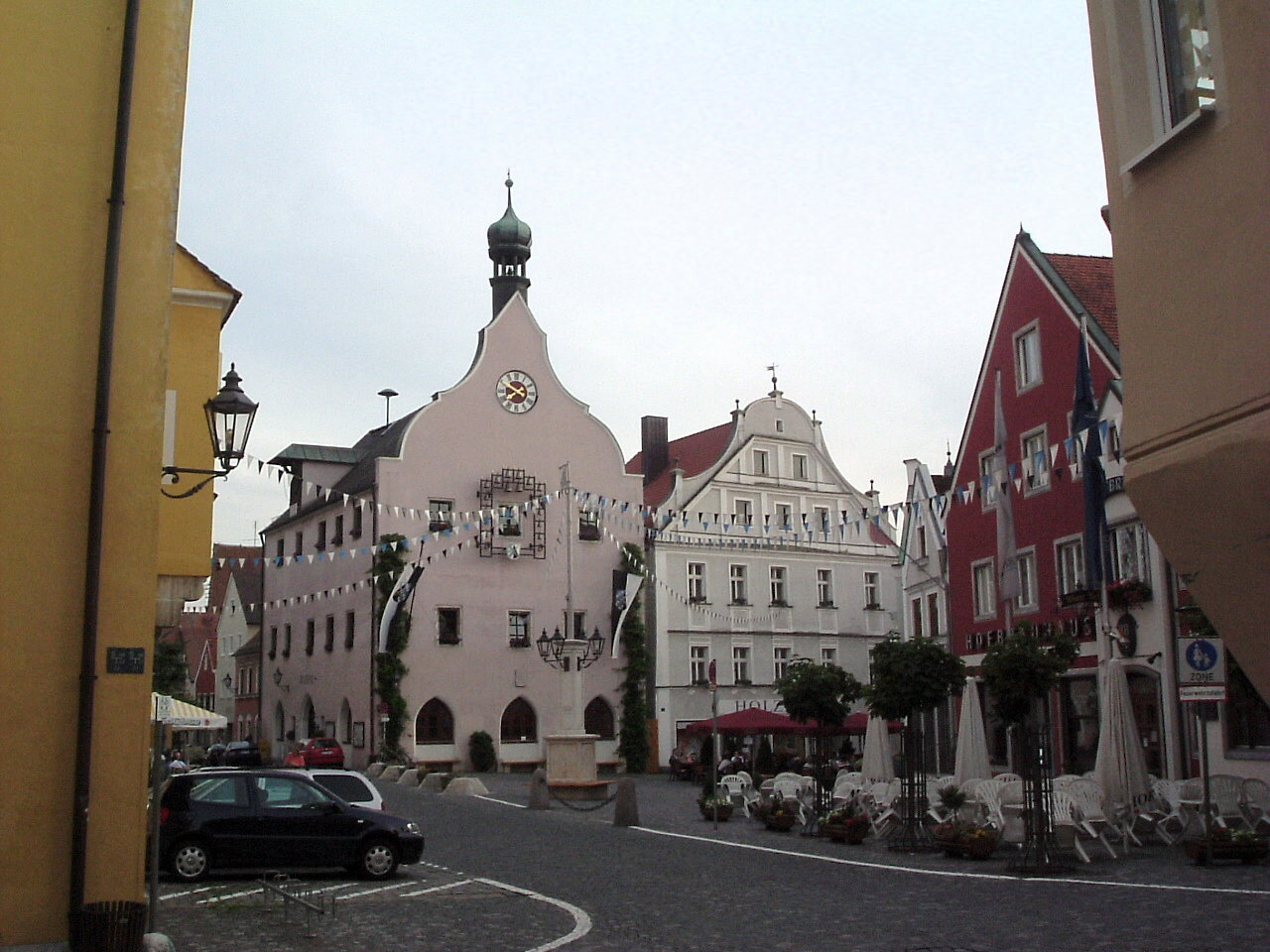
Stadtplatz von Abensberg

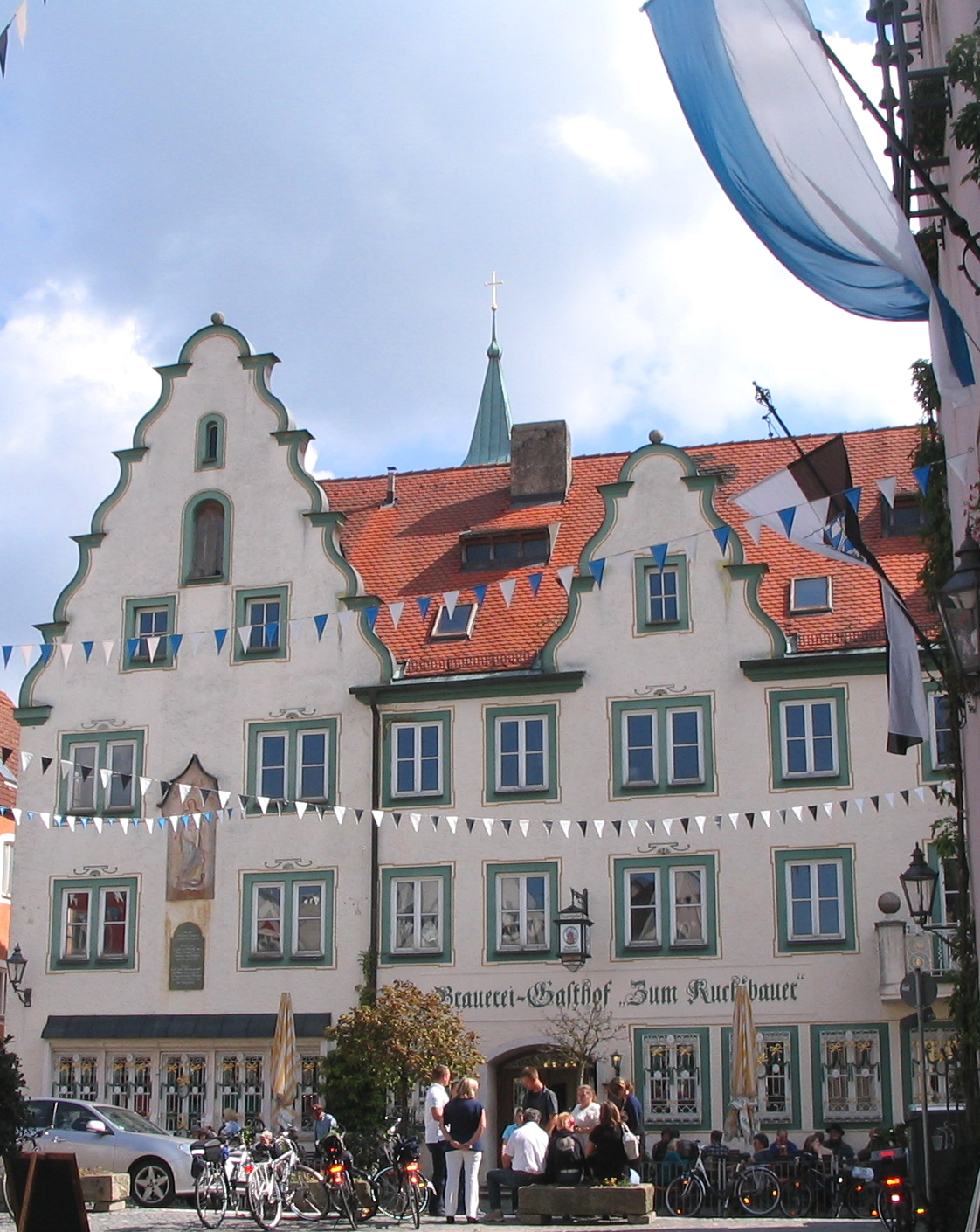
Brauereigasthof Kuchlbauer

Der Marktplatz ist ein Bauensemble in Abensberg, einer Stadt im niederbayerischen Landkreis Kelheim. Der Marktplatz trägt heute die offizielle Straßenbezeichnung Stadtplatz.

## Geschichte
Der nahezu dreieckige Marktplatz nimmt die drei Hauptstraßenzüge auf, die von Regensburg, von Freising bzw. München und von Kelheim in die 1143 erstmals genannte Siedlung führen. Im Schutz der Burg der Grafen von Abensberg entwickelte sich der Ort zum Markt und erhielt um 1400 Stadtrechte. Ein vierter Straßenzug stellt die Verbindung zu der nach dem Aussterben der Grafen 1485 verwaisten, im Dreißigjährigen Krieg weitgehend zerstörten Burganlage her.

## Beschreibung
Der Marktplatz ist mit meist dreigeschossigen, im Kern oft aus dem 16. oder 17. Jahrhundert stammenden bürgerlichen Giebelhäusern bebaut. Deren Fassaden sind zum Teil in Formen des Barock und des Historismus neu gestaltet worden. Das Rathaus (Nr. 1) ist ein spätgotischer Giebelbau. Das Rathaus und der Anfang des 20. Jahrhunderts in historisierenden Formen errichtete Brauereigasthof Kuchlbauer (Nr. 2) an der Ostseite setzen die dominierenden Akzente.

## Baudenkmäler am Stadtplatz
- Nr. 1: Rathaus
- Nr. 2: Brauereigasthof Kuchlbauer
- Nr. 3: Bürgerhaus
- Nr. 4: Wohn- und Geschäftshaus
- Nr. 15: Sogenanntes Silberkramerhaus

Neben den einzelnen Gebäuden ist auch das gesamte Ensemble Stadtplatz in die Denkmalliste eingetragen.